# Chevau-léger de la Garde
Les Chevau-légers de la Garde du Roi formaient une compagnie de cavalerie de la maison militaire du roi de France pendant l'Ancien Régime et la Première Restauration. Elle fut créée par le futur Henri IV, puis intégrée à sa garde, et dissoute à la fin du règne de Louis XVI, avant d'être recréée de manière éphémère à l'avènement de Louis XVIII.
Avec un effectif maximal d'environ 250 membres, la compagnie des Chevau-légers de la Garde avait pour double fonction, au même titre que d'autres unités de cavalerie de la Maison militaire, de servir de cavalerie d'élite lors des guerres, et de garde effective du souverain, principalement lors de ses déplacements.

## Histoire

### Sous le règne d'Henri IV
La compagnie des chevau-légers — terme désignant la cavalerie légère par opposition aux gendarmes de la cavalerie lourde — a été créée par le roi Henri III de Navarre, le futur Henri IV, au cours des dernières années des guerres de religion. En 1593, la compagnie fut intégrée à la maison militaire du roi et se substitua aux deux compagnies des gentilshommes à bec de corbin, qui assuraient la garde à cheval du souverain sous le comte Jean Baptiste Gibert de Lhène de la Jaminière, seigneur de la Guyardière, capitaine de la compagnie[Information douteuse]. La compagnie fut conservée par ses successeurs. Elle atteint son effectif maximal sous le roi Louis XIV qui le porta à 200 hommes.

### Sous le règne de Louis XV
La compagnie des chevau-légers de la Garde fut anéantie lors de la bataille de Dettingen en 1743[réf. souhaitée].

### Sous le règne de Louis XVI
Dès le début de son règne, Louis XVI fut contraint, dans un souci d'économie, de réduire le nombre de troupes de sa Maison militaire. Ainsi, à partir du 1er janvier 1776, le nombre de Chevau-légers fut réduit à une soixantaine, comprenant les officiers et les trois musiciens, et seuls douze surnuméraires pouvaient être admis. La composition de la compagnie est alors identique à celle des Gendarmes de la Garde.
Contrairement à leur rôle officiel, les Chevau-légers de la Garde ne firent pas partie de l'escorte très réduite de Louis XVI, lors de son voyage à Cherbourg, en 1786, seul voyage du roi en province, en dehors de son sacre.
La compagnie des Chevau-légers fut supprimée le 1er octobre 1787.

### Sous le règne de Louis XVIII
Au début de son règne, Louis XVIII reforme la maison militaire du roi, et à ce titre, rétablit la compagnie des Chevau-légers de la Garde par ordonnance, le 15 juin 1814.
Après son retour de Gand, le roi réduit fortement la taille de sa maison militaire dans son ordonnance du 1er septembre 1815, et crée en parallèle une Garde royale. La compagnie des Chevau-légers de la Garde est ainsi supprimée, et est supposée cesser son service le 1er novembre 1815. Néanmoins, en raison des délais de mise en place de la Garde royale, le service des Chevau-légers est prolongé jusqu'au 1er janvier 1816.

## Une unité de la Maison militaire du Roi

### Rang
Malgré leur plus grande ancienneté, les Chevau-légers, considérés comme des cavaliers légers de par leur appellation, ont un rang inférieur à celui des Gendarmes de la Garde. Ils tiennent donc le troisième rang au sein de la Maison militaire du roi, derrière les Gardes du corps et les Gendarmes, mais devant les deux compagnies de Mousquetaires.

### Service auprès du roi
Chaque jour, un membre des Chevau-légers vient recevoir les éventuels commandements du roi concernant la compagnie. Le Capitaine-Lieutenant sert toute l'année auprès du roi (sauf en temps de guerre, lorsqu'il est à la tête de sa compagnie), mais les autres officiers et Chevau-légers servent par quartiers, de sorte que sans compter les officiers, cinquante Chevau-légers restent en fonction à la Cour.
Ils ont pour rôle principal d'escorter le roi dans ses voyages, ou lors des cérémonies officielles. Suivant l'ordre de marche institué, les Chevau-légers en quartier suivent les Mousquetaires et précèdent immédiatement le carrosse du roi. L'officier à leur tête chevauche, quant-à-lui, au niveau des roues avant du carrosse.
Lorsque la compagnie part en campagne ou est passée en revue, un détachement de Gendarmes va chercher les étendards dans la chambre du roi (le capitaine de la compagnie). De même, lorsque les Gendarmes rentrent de campagne, les étendards sont accompagnés dans la chambre du roi.

## Composition

### Encadrement
Le roi étant capitaine de la compagnie, son commandant effectif a pour titre Capitaine-Lieutenant, quelquefois simplement désigné comme lieutenant.
La compagnie des Gendarmes était encadrée par les officiers suivants sous l'Ancien régime,,,, :
- Capitaine-lieutenant : 1.
- Sous-lieutenants : 1 créé vers 1670, puis 2 vers 1680.
- Enseignes : 2 créés en 1752[15], puis 3 entre 1777 et 1787.
- Cornettes : 1, puis 2 vers 1680, puis 4 en 1684, portés à 5 puis 6 dans les années 1760, supprimés en 1776, remplacés par 3 Guidons à partir de juillet 1777.
- Aides-major : 2 créés vers 1690 parmi les maréchaux des logis, avant de s'en distinguer vers 1760, 2 de 1776 à 1787.
- Maréchaux des logis : 1 puis 2 à partir de 1677, porté à 10 vers 1690, puis 8 lorsque ceux qui faisaient office d'Aides-major sont désignés par ce grade, puis 2 de 1776 à 1787.
- Brigadiers : 8 créés vers 1680, 4 de 1776 à 1787.
- Sous-brigadiers : 4 créés vers 1680, 8 à partir de 1683, monte à une dizaine durant la seconde moitié du XVIIIe siècle, supprimés en 1776.

À partir de la fin du XVIIe siècle, certains sous-brigadiers de la compagnie servaient de plus de sous-aides-major, et quatre chevau-légers de sous-aides-majors de brigade.
Quatre charges de Porte-étendards furent créées autour de 1680 ; il n'y en eut plus qu'une entre 1776 et 1787.
À partir de 1776, la compagnie comprenait un Fourier-major, commandant les deux fourriers.
Un commissaire à la conduite était chargé des revues et de la police au sein de la compagnie.
Quelques musiciens accompagnaient la compagnie : trois trompettes dès le règne de Louis XIII, puis un timbalier et quatre trompettes à partir des années 1680 et sous le règne de Louis XV, et un timbalier et deux trompettes sous Louis XVI. Les musiciens sont composés de huit trompettes sous Louis XVIII.
La compagnie disposait également de deux fourriers, de deux chirurgiens et d'un aumônier, d'un maréchal-ferrant et d'un sellier.
Lorsque Louis XVIII reforma la compagnie, l'encadrement, légèrement différent, fut décrit dans l'ordonnance de reformation.

### Effectifs
Tout à la fin du XVIe siècle, la compagnie comprenait une centaine de Chevau-légers. Leur nombre est porté à 120 au début du XVIIe siècle, puis évolue entre 180 et 200 au cours du règne de Louis XIII,. La compagnie comprenait entre 200 et 240 membres sous les règnes de Louis XIV et Louis XV,.
Louis XVI réduisit la compagnie à 63 puis 67 membres en 1776, avant de la supprimer en 1787.
Lorsque Louis XVIII rétablit brièvement la compagnie en 1814, il lui donna un effectif total de 256 membres.
En plus des effectifs décrits ci-dessus, la compagnie accueillait des surnuméraires, notamment en temps de guerre,,.

### Recrutement
L'entrée dans la compagnie était réservée à des nobles, qui par la suite pouvaient occuper des grades d'officiers dans les régiments ordinaires de l'armée[réf. souhaitée].
"Les chevau-légers sont le seul corps de la maison du roi où, pendant presque tout le XVIIIe siècle, les hommes du rang doivent impérativement être nobles." rapporte Benoit Defauconpret.
Lors de la reformation de la compagnie en 1814, Louis XVIII laisse au Capitaine-lieutenant le soin de lui présenter, pour reformer la compagnie, d'anciens Chevau-légers de la Garde, ou des officiers ou soldats de l'armée. Une taille minimale de 5 pieds 4 pouces est exigée (environ 1m78).

## Insignes et équipements

### Armement
Les Chevau-légers de la Garde sont équipés d'un sabre et de pistolets (chaque membre de la compagnie fournissant ses pistolets, jusqu'à ce qu'une paire réglementaire à trois fleurs-de-lis soit distribuée gratuitement à chacun d'eux à partir de 1714). Certaines unités de la compagnie sont équipées de carabines.

### Uniformes
Dans la première moitié du XVIIIe siècle, l'uniforme des Chevau-légers de la Garde se compose d'un habit rouge, aux parements de velours noir, porté sur un habit couleur chamois, le tout brodé d'or mêlé d'argent, et aux boutons d'argent. Le chapeau porte une cocarde blanche et un plumet blanc. L'équipage du cheval est rouge brodé d'or mêlé d'argent,.
L'uniforme évolue en 1767, et se compose alors d'un habit rouge, aux parements et revers de soie blanche, porté sur un habit également de soie blanche, le tout brodé d'or aux boutons d'argent. Le chapeau porte une cocarde blanche et un plumet blanc. L'équipage du cheval est rouge brodé d'or.

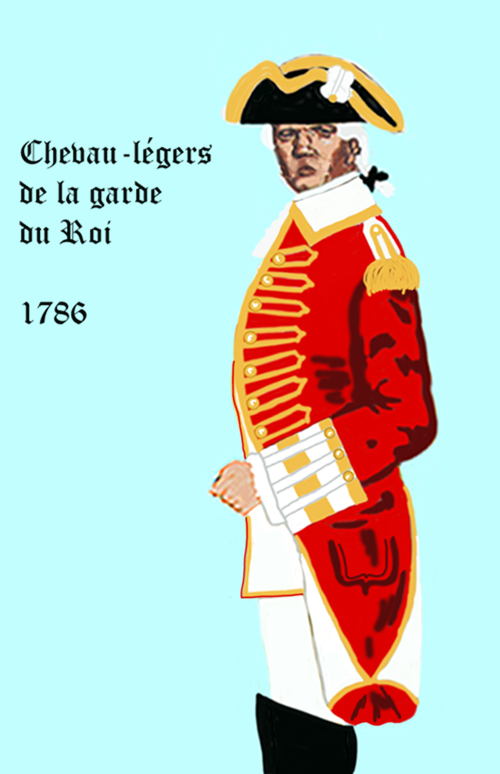
L'uniforme de 1786
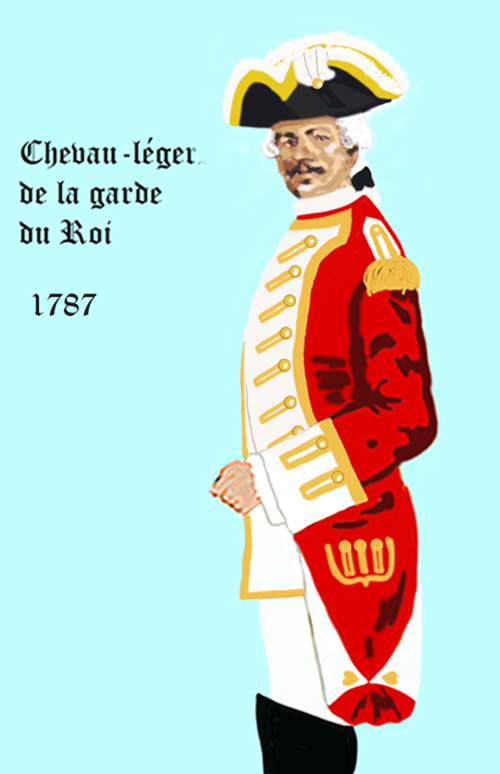
L'uniforme de 1787

### Étendards
Les quatre étendards des Chevau-légers de la Garde sont de format carré, d'environ un pied et demi de côté (soit environ 50 cm), brodés d'or et d'argent. En leurs centres, un cartouche octogonal représente l'emblème de la compagnie, un foudre, accompagné de la devise : « Sensere gigantes ».

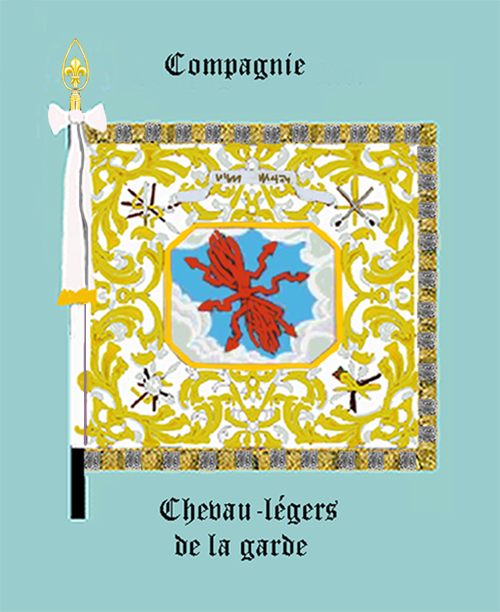
Étendard

## Liste des Capitaines-Lieutenants
- 15??-15?? : Monsieur Filhet, seigneur de la Curée[23].
- 15??-15?? : Monsieur de Sandat[23].
- 15??-1621 : Gilbert Filhet (†1633), seigneur de la Curée, neveu du premier[23].
- 1621-1630 : Léon d'Albert (†1630), duc de Piney[23].
- 1630-1651 : Charles de Schomberg (1601-1656), maréchal de France[23].
- 1651-1652 : Jean Stuart de Caussade (†1652), comte de Saint Megrin[23].
- ? : Paul Jules Mancini[23].
- 1653-1668 : Philippe de Montaut-Bénac (1618-1684), duc de Navailles, maréchal de France[23].
- 1668-1701 : Charles-Honoré d'Albert (1646-1712), duc de Luynes[23].
- 1702-1704 : Honoré-Charles d'Albert (1669-1704), duc de Montfort, fils du précédent[N 3],[23].
- 1704-1729 : Louis-Auguste d'Albert d'Ailly (1676-1744), duc de Chaulnes, frère du précédent[24]
- 1729-1731 : Charles-François d'Albert d'Ailly (1707-1731), duc de Picquigny, fils du précédent[25],[26].
- 1731-1735 : Louis-Auguste d'Albert d'Ailly (1676-1744), duc de Chaulnes, père du précédent[26].
- 1735-1769 : Michel Ferdinand d'Albert d'Ailly (1714-1769), duc de Chaulnes, fils du précédent[27],[28].
- 1769-1787 : Emmanuel-Armand de Vignerot du Plessis (1720-1788), duc d'Aiguillon[29],[30].

1787-1814 : Compagnie supprimée.
- 1814-1815 : Charles de Damas (1758-1829)[31].

## Combats et batailles
- 1709 : Bataille de Malplaquet
- 1740-1748 : Guerre de Succession d'Autriche
  - Bataille de Dettingen (1743)
  - Bataille de Fontenoy (1745)

## Dans la culture
Les Chevau-légers de la garde sont abondamment cités dans La Semaine sainte d'Aragon[réf. nécessaire].